# 1968-as argentin labdarúgó-bajnokság (első osztály)
Az 1968-as Primera División volt a 77. alkalommal megrendezett, legmagasabb szintű labdarúgó-bajnokság Argentínában.
A bajnokság két különálló részből állt (Metropolitano és Nacional), amelyeket a San Lorenzo és a Vélez Sarsfield csapata nyert meg.
A bajnokság 1968. március 1-jén kezdődött és december 29-én ért véget.

## Campeonato Metropolitano
A torna március 1-jén kezdődött és december 7-én ért véget.

### A csoport
| Hely. | Csapat             | M  | Gy | D  | V | G+ | G– | Gk  | P  | Továbbjutás vagy kiesés                                        |
| ----- | ------------------ | -- | -- | -- | - | -- | -- | --- | -- | -------------------------------------------------------------- |
| 1.    | San Lorenzo        | 22 | 14 | 8  | 0 | 44 | 10 | +34 | 36 | Kvalifikáltak az elődöntőbe és a bajnokság Nacional szakaszába |
| 2.    | Estudiantes (LP)   | 22 | 9  | 6  | 7 | 39 | 27 | +12 | 24 | Kvalifikáltak az elődöntőbe és a bajnokság Nacional szakaszába |
| 3.    | Lanús              | 22 | 9  | 6  | 7 | 20 | 23 | −3  | 24 | Kvalifikáltak a bajnokság Nacional szakaszába                  |
| 4.    | Racing Club        | 22 | 5  | 13 | 4 | 28 | 29 | −1  | 23 | Kvalifikáltak a bajnokság Nacional szakaszába                  |
| 5.    | Boca Juniors       | 22 | 5  | 13 | 4 | 15 | 17 | −2  | 23 | Kvalifikáltak a bajnokság Nacional szakaszába                  |
| 6.    | Colón              | 22 | 7  | 7  | 8 | 26 | 25 | +1  | 21 | Kvalifikáltak a bajnokság Nacional szakaszába                  |
| 7.    | Newell’s Old Boys  | 22 | 6  | 8  | 8 | 26 | 22 | +4  | 20 | Kvalifikáltak a Metropolitano Promocional szakaszába           |
| 8.    | Banfield           | 22 | 6  | 8  | 8 | 23 | 27 | −4  | 20 | Kvalifikáltak a Metropolitano Promocional szakaszába           |
| 9.    | Atlanta            | 22 | 5  | 8  | 9 | 20 | 25 | −5  | 18 | Kvalifikáltak az osztályozóba                                  |
| 10.   | Ferro Carril Oeste | 22 | 4  | 9  | 9 | 20 | 38 | −18 | 17 | Kvalifikáltak az osztályozóba                                  |
| 11.   | Platense           | 22 | 2  | 11 | 9 | 15 | 27 | −12 | 15 | Kvalifikáltak az osztályozóba                                  |

### B csoport
| Hely. | Csapat                  | M  | Gy | D | V  | G+ | G– | Gk  | P  | Továbbjutás vagy kiesés                                        |
| ----- | ----------------------- | -- | -- | - | -- | -- | -- | --- | -- | -------------------------------------------------------------- |
| 1.    | Vélez Sarsfield         | 22 | 12 | 8 | 2  | 40 | 20 | +20 | 32 | Kvalifikáltak az elődöntőbe és a bajnokság Nacional szakaszába |
| 2.    | River Plate             | 22 | 12 | 7 | 3  | 31 | 16 | +15 | 31 | Kvalifikáltak az elődöntőbe és a bajnokság Nacional szakaszába |
| 3.    | Rosario Central         | 22 | 10 | 7 | 5  | 29 | 17 | +12 | 27 | Kvalifikáltak a bajnokság Nacional szakaszába                  |
| 4.    | Huracán                 | 22 | 10 | 6 | 6  | 29 | 18 | +11 | 26 | Kvalifikáltak a bajnokság Nacional szakaszába                  |
| 5.    | Independiente           | 22 | 10 | 5 | 7  | 34 | 19 | +15 | 25 | Kvalifikáltak a bajnokság Nacional szakaszába                  |
| 6.    | Los Andes               | 22 | 8  | 7 | 7  | 30 | 28 | +2  | 23 | Kvalifikáltak a bajnokság Nacional szakaszába                  |
| 7.    | Chacarita Juniors       | 22 | 10 | 3 | 9  | 28 | 29 | −1  | 23 | Kvalifikáltak a Metropolitano Promocional szakaszába           |
| 8.    | Argentinos Juniors      | 22 | 6  | 7 | 9  | 23 | 29 | −6  | 19 | Kvalifikáltak a Metropolitano Promocional szakaszába           |
| 9.    | Quilmes                 | 22 | 6  | 6 | 10 | 27 | 34 | −7  | 18 | Kvalifikáltak az osztályozóba                                  |
| 10.   | Gimnasia y Esgrima (LP) | 22 | 3  | 5 | 14 | 20 | 52 | −32 | 11 | Kvalifikáltak az osztályozóba                                  |
| 11.   | Tigre                   | 22 | 2  | 4 | 16 | 12 | 47 | −35 | 8  | Kvalifikáltak az osztályozóba                                  |

### Elődöntő
| 1968. július 31. |

| San Lorenzo | 3–1 | River Plate |
| ----------- | --- | ----------- |
|             |     |             |

| Estadio Presidente Juan Domingo Perón, Avellaneda |

| 1968. augusztus 1. |

| Estudiantes LP | 2–0 | Vélez Sarsfield |
| -------------- | --- | --------------- |
|                |     |                 |

| Estadio Presidente Juan Domingo Perón, Avellaneda |

### Döntő
| 1968. augusztus 4. |

| San Lorenzo             | 2–1 (h.u.) | Estudiantes LP |
| ----------------------- | ---------- | -------------- |
| Veglio 67' Fischer 100' |            | Verón 47'      |

| Estadio Monumental, Buenos Aires Nézőszám: ~47 300 Játékvezető: Miguel Comesaña |

A San Lorenzo szerezte meg a szezon első bajnoki címét.

### Osztályozó – Torneo Reclasificatorio
Az osztályozón a Metropolitano 6 kieső helyen végzett és a másodosztály 4 legjobb helyen végzett csapata vett részt. A torna augusztus 2-án kezdődött és december 7-én ért véget.
| Hely. | Csapat                  | M  | Gy | D  | V | G+ | G– | Gk  | P  | Továbbjutás vagy kiesés       |
| ----- | ----------------------- | -- | -- | -- | - | -- | -- | --- | -- | ----------------------------- |
| 1.    | Quilmes                 | 18 | 7  | 9  | 2 | 25 | 11 | +14 | 23 | Maradtak az első osztályban   |
| 2.    | Atlanta                 | 18 | 7  | 8  | 3 | 18 | 12 | +6  | 22 | Maradtak az első osztályban   |
| 3.    | Gimnasia y Esgrima (LP) | 18 | 8  | 5  | 5 | 23 | 16 | +7  | 21 | Maradtak az első osztályban   |
| 4.    | Platense                | 18 | 6  | 8  | 4 | 24 | 21 | +3  | 20 | Maradtak az első osztályban   |
| 5.    | Unión SF                | 18 | 5  | 10 | 3 | 19 | 21 | −2  | 20 | Feljutottak az első osztályba |
| 6.    | Deportivo Morón         | 18 | 5  | 9  | 4 | 18 | 14 | +4  | 19 | Feljutottak az első osztályba |
| 7.    | Ferro Carril Oeste      | 18 | 4  | 9  | 5 | 17 | 18 | −1  | 17 | Kiestek a másodosztályba      |
| 8.    | Nueva Chicago           | 18 | 4  | 6  | 8 | 15 | 23 | −8  | 14 | Maradtak a másodosztályban    |
| 9.    | Almagro                 | 18 | 3  | 6  | 9 | 22 | 33 | −11 | 12 | Maradtak a másodosztályban    |
| 10.   | Tigre                   | 18 | 1  | 10 | 7 | 13 | 25 | −12 | 12 | Kiestek a másodosztályba      |

### Torneo Promocional
A Torneo Promocionalon 4 az első osztályban és 4 a Torneo Regionalban szereplő csapat vett részt. A torna augusztus 26-án kezdődött és november 30-án ért véget. A ligát a Banfield csapata nyerte meg, ám semmilyen bajnoki címet nem kaptak.
| Hely. | Csapat                | M  | Gy | D | V  | G+ | G– | Gk  | P  |
| ----- | --------------------- | -- | -- | - | -- | -- | -- | --- | -- |
| 1.    | Banfield              | 14 | 10 | 3 | 1  | 33 | 10 | +23 | 23 |
| 2.    | Newell’s Old Boys     | 14 | 10 | 1 | 3  | 31 | 8  | +23 | 21 |
| 3.    | San Martín (SJ)       | 14 | 8  | 3 | 3  | 24 | 20 | +4  | 19 |
| 4.    | Chacarita Juniors     | 14 | 7  | 3 | 4  | 26 | 14 | +12 | 17 |
| 5.    | Argentinos Juniors    | 14 | 4  | 6 | 4  | 14 | 18 | −4  | 14 |
| 6.    | Central Córdoba (SdE) | 14 | 3  | 3 | 8  | 13 | 26 | −13 | 9  |
| 7.    | Huracán               | 14 | 1  | 3 | 10 | 8  | 30 | −22 | 5  |
| 8.    | San Lorenzo (MdP)     | 14 | 1  | 2 | 11 | 10 | 33 | −23 | 4  |

### Góllövőlista
| # | Játékos         | Klub            | Gólok |
| - | --------------- | --------------- | ----- |
| 1 | Alfredo Obberti | Los Andes       | 13    |
| 2 | Rodolfo Fischer | San Lorenzo     | 12    |
| 3 | Eduardo Flores  | Estudiantes LP  | 11    |
| 3 | Jorge O. Pérez  | Vélez Sarsfield | 11    |
| 3 | Héctor Yazalde  | Independiente   | 11    |

## Campeonato Nacional
A Campeonato Nacionalban az első, Metropolitano szakaszból továbbjutó 12 és a regionális bajnokságokból kvalifikált 4 csapat vett részt. A torna szeptember 6-án vette kezdetét és december 29-én ért véget.
| Hely. | Csapat                  | M  | Gy | D | V  | G+ | G– | Gk  | P  | Továbbjutás vagy kiesés |
| ----- | ----------------------- | -- | -- | - | -- | -- | -- | --- | -- | ----------------------- |
| 1.    | Vélez Sarsfield         | 15 | 10 | 2 | 3  | 39 | 14 | +25 | 22 | Rájátszás               |
| 2.    | River Plate             | 15 | 9  | 4 | 2  | 35 | 15 | +20 | 22 | Rájátszás               |
| 3.    | Racing Club             | 15 | 8  | 6 | 1  | 29 | 15 | +14 | 22 | Rájátszás               |
| 4.    | Rosario Central         | 15 | 9  | 3 | 3  | 28 | 11 | +17 | 21 |                         |
| 5.    | Boca Juniors            | 15 | 8  | 5 | 2  | 25 | 7  | +18 | 21 |                         |
| 6.    | Colón                   | 15 | 8  | 3 | 4  | 26 | 19 | +7  | 19 |                         |
| 7.    | San Lorenzo             | 15 | 6  | 6 | 3  | 24 | 20 | +4  | 18 |                         |
| 8.    | Los Andes               | 15 | 6  | 5 | 4  | 22 | 15 | +7  | 17 |                         |
| 9.    | Huracán                 | 15 | 5  | 3 | 7  | 23 | 22 | +1  | 13 |                         |
| 10.   | Belgrano                | 15 | 3  | 7 | 5  | 20 | 27 | −7  | 13 |                         |
| 11.   | Independiente           | 15 | 4  | 4 | 7  | 26 | 25 | +1  | 12 |                         |
| 12.   | Lanús                   | 15 | 2  | 7 | 6  | 15 | 22 | −7  | 11 |                         |
| 13.   | Independiente Rivadavia | 15 | 1  | 7 | 7  | 8  | 25 | −17 | 9  |                         |
| 14.   | Estudiantes (LP)        | 15 | 3  | 1 | 11 | 12 | 26 | −14 | 7  |                         |
| 15.   | San Martín (T)          | 15 | 2  | 3 | 10 | 11 | 34 | −23 | 7  |                         |
| 16.   | Huracán (IW)            | 15 | 2  | 2 | 11 | 11 | 57 | −46 | 6  |                         |

### Rájátszás
| Hely. | Csapat          | M | Gy | D | V | G+ | G– | Gk | P | Továbbjutás vagy kiesés                         |
| ----- | --------------- | - | -- | - | - | -- | -- | -- | - | ----------------------------------------------- |
| 1.    | Vélez Sarsfield | 2 | 1  | 1 | 0 | 5  | 3  | +2 | 3 | Bajnokcsapat, kvalifikált a Copa Libertadoresbe |
| 2.    | River Plate     | 2 | 1  | 1 | 0 | 3  | 1  | +2 | 3 | Kvalifikált a Copa Libertadoresbe               |
| 3.    | Racing Club     | 2 | 0  | 0 | 2 | 2  | 6  | −4 | 0 |                                                 |

### Góllövőlista
| # | Játékos          | Klub            | Gólok |
| - | ---------------- | --------------- | ----- |
| 1 | Omar Wehbe       | Vélez Sarsfield | 13    |
| 2 | Araquem de Melo  | Huracán         | 10    |
| 2 | Alfredo Obberti  | Los Andes       | 10    |
| 3 | Roberto Salomone | Racing Club     | 9     |